# Jorge Piñero Da Silva
Jorge Armando Piñero Da Silva (Candelaria, Misiones, Argentina; 24 de junio de 1987) es un futbolista argentino de ascendencia brasileña. Juega como delantero y su primer equipo fue la C.A.I. de Comodoro Rivadavia. Actualmente milita en Guaraní Antonio Franco del Torneo Regional Amateur.

## Trayectoria
Se inició en Candelaria de Misiones. Debutó de forma profesional en 2006 en la C.A.I. de Comodoro Rivadavia, cuando este club estaba en la Primera B Nacional, segunda categoría del fútbol argentino. Estuvo más de 5 años en la institución, donde jugó muchos partidos y marcó 20 goles.
En el 2010 fue fichado por  Godoy Cruz de Mendoza. Era la oportunidad del delantero de poder jugar en la Primera División de Argentina. Sin embargo, no tuvo mucha continuidad y solo disputó 4 partidos.
En la temporada 2011/12, el Club Atlético Aldosivi de la B Nacional contrataba a Piñero da Silva. Convirtió 7 goles en los 28 partidos que jugó. 
Un año después, otro equipo de la segunda división de Argentina lo contrataría. Esta vez, en el Club Atlético Patronato de la Juventud Católica, no pudo jugar mucho. Tan solo 11 partidos disputados sin convertir goles en toda la temporada 2012/13.
A mediados de 2013, puso los ojos en él un viejo conocido. La C.A.I. volvió a contratarlo luego de aproximadamente 4 años. En el primer semestre, luego de su vuelta al club, Piñero da Silva marcó 9 goles de los 28 que hizo su equipo.
A principios de 2016 fue contratado por Deportivo Madryn, club de la ciudad Puerto Madryn que juega el torneo Federal "A"

## Clubes
| Club                         | País      | Año       |
| ---------------------------- | --------- | --------- |
| C.A.I. de Comodoro Rivadavia | Argentina | 2006-2010 |
| Godoy Cruz de Mendoza        | Argentina | 2010-2011 |
| Aldosivi de Mar del Plata    | Argentina | 2011-2012 |
| Patronato de Paraná          | Argentina | 2012-2013 |
| C.A.I. de Comodoro Rivadavia | Argentina | 2013-2014 |
| Guaraní Antonio Franco       | Argentina | 2014-2015 |
| Deportivo Madryn             | Argentina | 2016-2017 |
| Cipolletti de Río Negro      | Argentina | 2017-2018 |
| Nacional Potosí              | Bolivia   | 2018      |
| Barracas Central             | Argentina | 2018-2019 |
| Deportivo Madryn             | Argentina | 2019      |
| Cipolletti de Río Negro      | Argentina | 2020      |
| Guaraní Antonio Franco       | Argentina | 2020-?    |

## Palmarés
| Título                  | Club             | País      | Año  |
| ----------------------- | ---------------- | --------- | ---- |
| Primera B Metropolitana | Barracas Central | Argentina | 2019 |